# Burgruine Drachenfels (Chursdorf)
Die Burgruine Drachenfels ist eine abgegangene Spornburg auf dem Bergsporn „Drachenfels“ ca. 3 km westlich des Peniger Ortsteiles Chursdorf im Landkreis Mittelsachsen in Sachsen. Die Burg Drachenfels (und eine ehemalige zugehörige Siedlung?) stellen eine Wüstung in Sachsen dar.

## Lage
Etwa 1 km ostsüdöstlich von Penig auf einem nach Westen gerichtetem Bergsporn, dem "Drachenfels", zwischen dem Ostufer der Zwickauer Mulde und einem (direkt südlich des Felsens) einmündenden Nebenbach.

## Geschichte
Vermutlich ging die Gründung des Ortes Chursdorf („Conradisdorf“) im Tal des Chursdorfer Baches von der erstmals 1212 als Sitz der Herren von Drachenfels erwähnten Burg aus. Über den geschichtlichen Werdegang der Burg ist nichts gesichertes bekannt. In alten Zeiten sollen angeblich Raubritter auf dem Drachenfelsen gehaust haben.
Am 20. März 1212 fungiert ein Heinrich von Drachenfels ("Henricus de Drackinvelz") zusammen mit dem Burggrafen Albrecht von Altenburg, Burggraf Gerhard von Leisnig, dem Vogt Heinrich von Weida, Heinrich von Colditz, Heinrich von Crimmitschau, sowie Hermann von Schönburg und weiteren Edelherren als Bürge bei einem Vertragsabschluss zwischen Kaiser Otto IV. und Markgraf Dietrich von Meißen (Dietrich dem Bedrängten). Die Herrschaft Drachenfels umfasste nach dem offenbar frühen Aussterben des Geschlechts der Drachenfelser in etwa die späteren Herrschaften Penig und Wolkenburg.
Im 14. Jahrhundert soll die Burg (der Sage nach) von dem Burggrafen von Leisnig und dem Ritter „Heimburg von Waldenburg“ zerstört worden sein. Nach anderen Quellen, wie dem Schumann’schen sächsischen Zeitungs-Lexikon, soll die Burg erst 1488 abgebrannt sein.
Ob es sich um eine Raubritterburg handelte, ist unklar. Die Gründe für den Untergang der Burg Drachenfels sind unklar.

## Strategisch ungünstige Lage
Da das „Hinterland“ direkt vor dem Halsgraben der Burg als rechter/östlicher Hang des Zwickauer Muldentales ansteigt und dieser obere Talrand das Burgareal deutlich überragt, hatte die Burg eine ungünstige strategische Lage als Spornburg – jedenfalls nach dem Aufkommen besserer Belagerungswaffen. Sie könnte möglicherweise daher aufgegeben worden sein.
Da der Burgfelsen (heute) bis fast an die Zwickauer Mulde heranragt, konnte der Warentransport auf dem Fluss und möglicherweise auch auf einem – heute noch existierenden – breiten Weg direkt unter dem Felsen entlang des Muldenufers hier sehr leicht kontrolliert werden. Die ehemalige Burg Drachenfels erfüllt daher die Kriterien einer – günstig gelegenen – Zollburg. Der Burgfelsen ragt geschätzt nur etwa 20 Meter über dem Niveau der Zwickauer Mulde auf.

## Wiederentdeckung der Burg
Bis ins 19. oder frühe 20. Jahrhundert war die Existenz der Burg nur wegen der vorhandenen Urkunden bekannt. Ihre Lage war unklar. Erst durch Grabungen konnte dieser Felsen als ehemaliger Standort der Burg identifiziert werden.

## Beschreibung (1983)
Es handelt sich um ein etwa birnenförmiges Areal von 50 × 23 m. Das Gelände auf dem Bergsporn macht einen zerwühlten Eindruck. Im östlichen Teil scheinbar Mauerreste (Fundamente) eines Rundturmes von ehemals wohl 8–9 m Außendurchmesser vorhanden. Davor im Osten ein Abschnittsgraben von 20 m Breite. Dessen Ostseite hat eine mindestens 6 m hohe Böschung (zum Hochufer des Muldentales) während die Grabenböschung der Burgseite (Westseite des Grabens) nur 2,5 m hoch ist.

## Aktueller Zustand
Der heutige Burgstall (Burgstelle) zeigt nur noch geringste Mauer-Reste: Die Burg befand sich auf einem spornartig bis an die Zwickauer Mulde heranragenden Felsen, der offenbar (seit der Wiederentdeckung der Burgstelle) auch Drachenfels genannt wird. Der leicht aufragende Felsen liegt aber tiefer als das Hinterland (rechter Hang des Muldentalrandes) und ist vom Hinterland durch einen gegrabenen und/oder in den Fels geschlagenen breiten Halsgraben abgetrennt. Am burgseitigen Rand des Halsgrabens ist noch Mauerwerk in Resten sichtbar (Stützmauer des Hangs), außerdem sind direkt auf dem Burgplateau hinter der Stützmauer scheinbar geringe Reste (lose Fundamentreste) eines Rundturmes (Bergfried?) sichtbar (Stand 2010).

## Grabungsfunde
Gefunden wurden auf Drachenfels Keramikscherben und eine verzierte Bronzeschale – möglicherweise eine sogenannte „Hanse-Schüssel“.
Das Buch Penig von A - Z, Ein Stadtlexikon (2002) zitiert die historische Fundsituation folgendermaßen: "Aus der Wüstung Drachenfels barg man eine Unmenge Tonscherben von allerlei Gefäßen. Es handelt sich um sogenannte graublaue Ware, deren Entstehungszeit man von Mitte des 12. bis Anfang des 13. Jahrhunderts datiert. Sie lassen erkennen, dass die Gefäße auf der Drehscheibe hergestellt und leicht gebrannt waren. Verziert sind sie mit eingeritzten Wellenlinien, parallelen Kreisen und Punktreihen. Oft ist auf dem Boden eine Marke in Form eines Radkreuzes angebracht. Aus Eisen bestand ein Türschloss, Messer mit Griffzunge, ein Pfriemen, zwei Hufeisen, ein Sporn und Nägel, deren Köpfe durch Zangenbiss verbreitert waren. Ferner kam eine Bronzeschale mit eingegrabener Jagdszene ans Tageslicht. Bei dem Schalenfragment, das ebenfalls im Museum für Vorgeschichte Dresden liegt, kämpft im Mittelmedaillon ein mit Schild und Schwert bewaffneter Mann mit einem Tier. Gerahmt wird diese Szene von einem inneren geometrischen Band und einem äußeren Tierfries. Aufgrund ihrer Verzierung datiert die Schale in das 12. Jahrhundert ("Hanseschalen")".
Demnach kamen Funde vom Drachenfels, so auch die genannte bronzene Schale, ins Landesmuseum für Vorgeschichte Dresden.
Nach Volkmar Geupel sind die (vor 1983) gemachten Funde dem 12.–14. Jh. zuzuweisen. Der Burgstall wurde am 31. März 1959 als Bodendenkmal eingetragen.

## Reichsministeriale von Drachenfels
Wegen der offenbar frühen Gründung von Burg und Herrschaft Drachenfels wird davon ausgegangen, dass die Ritter von Drachenfels reichsunmittelbare Ministeriale (Reichsministeriale) waren, die zusammen mit den Reichsministerialen von Crimmitschau und denen von Schönburg das Tal der Zwickauer Mulde im 12. Jahrhundert besiedeln ließen. Nicht von ungefähr tauchen sie in Urkunden der Reichsministerialen von Altenburg (Burggrafen von Altenburg) auf.
Zusammen mit anderen Ministerialen/Reichsministerialen, wie Herren von Wartha/Waldenburg, von Colditz, von Leisnig, von Schellenberg, von Crimmitschau, von Schönburg, von Rechenberg und anderen besiedelten sie Teile Sachsens.
Da Heinrich von Drachenfels im Jahre 1212 direkt inmitten von Edelherren als Urkundenzeuge fungiert, war die Familie offenbar edelfrei.

## Sage
Zum Untergang der Burgen Drachenfels und Zinnberg existiert die Sage „Der Liebchenstein“. In dieser kommt auch ein Ritter „Haimburg von Waldenburg“ vor. Im 14. Jahrhundert soll die Burg (der Sage nach) von dem Burggrafen von Leisnig und dem Ritter Heimburg von Waldenburg zerstört worden sein. Nach ihrer Zerstörung sollen die Hühner über die Mulde geflogen sein und dem gegenüberliegenden „Hühnerberg“ so zu seinem Namen verholfen haben.